# Pandémie de Covid-19 en Île-de-France
Pour un article plus général, voir Pandémie de Covid-19 en France.
 (avril 2021).
La mise en forme du texte ne suit pas les recommandations de Wikipédia : il faut le « wikifier ».
Les points d'amélioration suivants sont les cas les plus fréquents :
- Les titres sont pré-formatés par le logiciel. Ils ne sont ni en capitales, ni en gras.
- Le texte ne doit pas être écrit en capitales (les noms de famille non plus), ni en gras, ni en italique, ni en « petit »…
- Le gras n'est utilisé que pour surligner le titre de l'article dans l'introduction, une seule fois.
- L'italique est rarement utilisé : mots en langue étrangère, titres d'œuvres, noms de bateaux, etc.
- Les citations ne sont pas en italique mais en corps de texte normal. Elles sont entourées par des guillemets français : « et ».
- Les listes à puces sont à éviter, des paragraphes rédigés étant largement préférés. Les tableaux sont à réserver à la présentation de données structurées (résultats, etc.).
- Les appels de note de bas de page (petits chiffres en exposant, introduits par l'outil «  Source ») sont à placer entre la fin de phrase et le point final[comme ça].
- Les liens internes (vers d'autres articles de Wikipédia) sont à choisir avec parcimonie. Créez des liens vers des articles approfondissant le sujet. Les termes génériques sans rapport avec le sujet sont à éviter, ainsi que les répétitions de liens vers un même terme.
- Les liens externes sont à placer uniquement dans une section « Liens externes », à la fin de l'article. Ces liens sont à choisir avec parcimonie suivant les règles définies. Si un lien sert de source à l'article, son insertion dans le texte est à faire par les notes de bas de page.
- La présentation des références doit suivre les conventions bibliographiques. Il est recommandé d'utiliser les modèles {{Ouvrage}}, {{Chapitre}}, {{Article}}, {{Lien web}} et/ou {{Bibliographie}}. Le mode d'édition visuel peut mettre en forme automatiquement les références.
- Insérer une infobox (cadre d'informations à droite) n'est pas obligatoire pour parachever la mise en page.

Pour une aide détaillée, merci de consulter Aide:Wikification.
Si vous pensez que ces points ont été résolus, vous pouvez retirer ce bandeau et améliorer la mise en forme d'un autre article.
Cet article présente la situation en ce qui concerne la pandémie de maladie à coronavirus 2019 (Covid-19) en Île-de-France.
L'Île-de-France est l'une des principales régions de France touchée par la pandémie au printemps 2020.
Cette région est également concernée par un risque de seconde vague, d'après plusieurs indicateurs différents, au point de faire partie des territoires français soumis à un couvre-feu à compter du 17 octobre 2020.

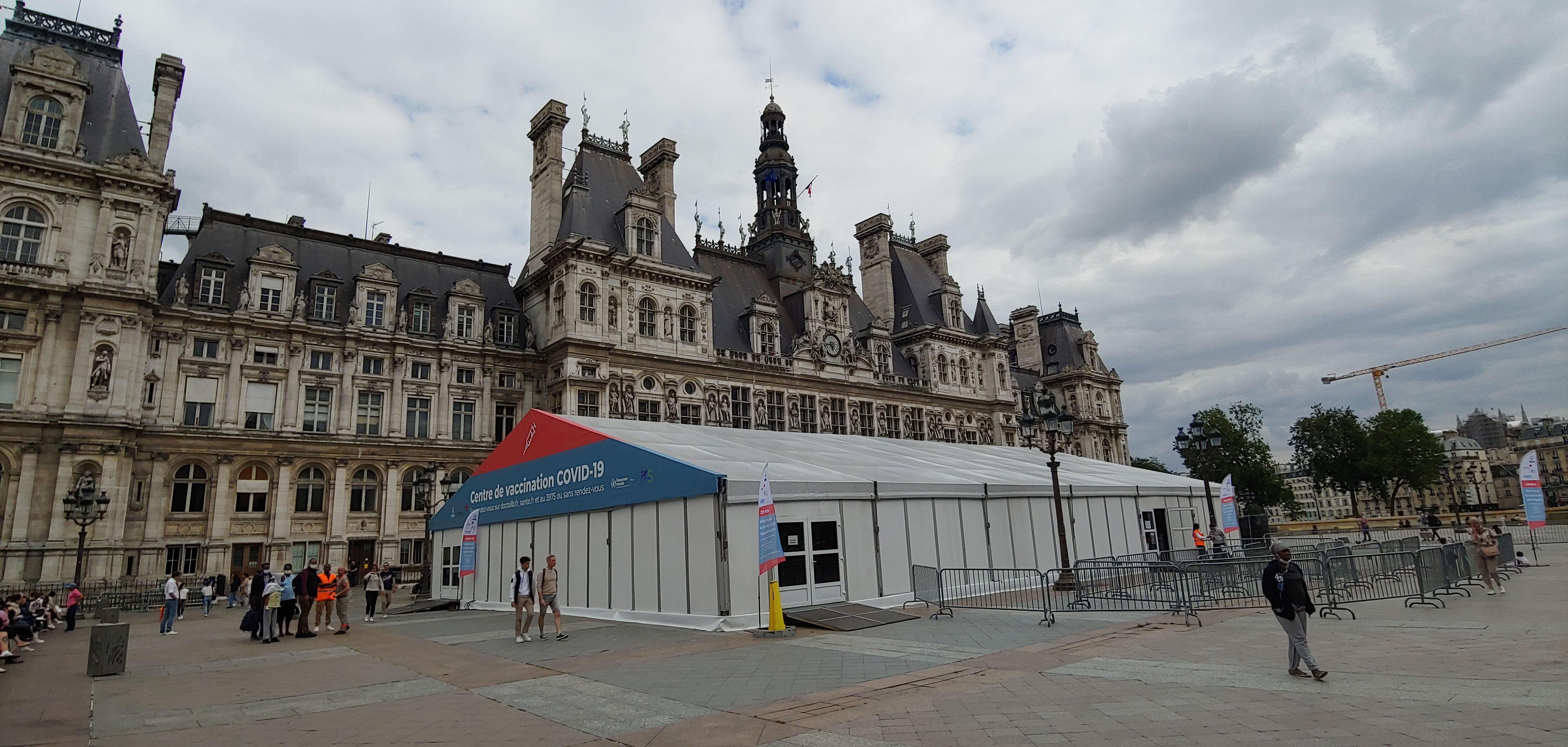
Centre de vaccination contre le Covid-19 sur la place de l'Hôtel de Ville à Paris.

## Statistiques

### Nouveaux cas quotidiens
| Nouveaux cas quotidiens de COVID-19 déclarés en Île-de-France                                                          | 0 |  |
| Pour des raisons techniques, il est temporairement impossible d'afficher le graphique qui aurait dû être présenté ici. |   |  |

### Hospitalisations
| Nombre d'hospitalisations de personnes atteintes de Covid-19 en Île-de-France |
| ·                                                                             |

| Variation journalière du nombre de personnes hospitalisées pour la Covid-19 en Île-de-France                           |
| Pour des raisons techniques, il est temporairement impossible d'afficher le graphique qui aurait dû être présenté ici. |

### Décès
| Décès à l'hôpital attribués à la Covid-19 attribués à la Covid-19 en Île-de-France                                                         |
| Lecture : entre le début du recensement et le 1er mai 2020, 6 047 personnes sont décédées à l’hôpital d'une cause attribuée à la Covid-19. |

| Nouveaux décès à l’hôpital attribués à la Covid-19 en Île-de-France                                     |
| Lecture : le 7 avril 2020, 272 personnes sont décédées à l’hôpital d'une cause attribuée à la Covid-19. |

| Situation hebdomadaire (hôpitaux)                                                                                      |
| Pour des raisons techniques, il est temporairement impossible d'afficher le graphique qui aurait dû être présenté ici. |

Lecture : dans la semaine du lundi 30 mars au dimanche 5 avril 2020, dans les hôpitaux, 1 300 personnes supplémentaires sont décédées d'une cause attribuée à la Covid-19.

### Réanimations
| Nombre de personnes en réanimation ou soins intensifs pour la Covid-19 en Île-de-France                                                     |
| Lecture : le 8 avril 2020, 2 668 personnes sont en réanimation ou en soins intensifs dans les hôpitaux d'une cause attribuée à la Covid-19. |

| Variation journalière du nombre de personnes en réanimation ou en soins intensifs pour la Covid-19 en Île-de-France |
| Lecture : le 1er avril 2020, 227 personnes de plus que la veille sont en réanimation ou en soins intensifs attribués à la Covid-19. À ne pas confondre avec le nombre de nouvelles personnes admises qui est donné ci-dessous. |

| Nombre quotidien de nouvelles admissions en réanimation dans les hôpitaux en Île-de-France          |
| Lecture : le 1er avril 2020, 300 personnes supplémentaires sont entrées en réanimation à l'hôpital. |

### Statistiques par départements
| Région/Territoire | Département       | Nombre de         | Nombre de            | Nombre de        | Nombre de            | Nombre de                   | Nombre de               |
| Région/Territoire | Département       | Population (2017) | Cas[réf. nécessaire] | Décès au 25 juin | Guérisons au 25 juin | Hospitalisations au 25 juin | Réanimations au 25 juin |
| ----------------- | ----------------- | ----------------- | -------------------- | ---------------- | -------------------- | --------------------------- | ----------------------- |
| Île-de-France     | Paris             | 2 187 526         | 26 543               | 1742             | 5985                 | 592                         | 73                      |
| Île-de-France     | Seine-et-Marne    | 1 397 665         | 26 543               | 680              | 2568                 | 286                         | 43                      |
| Île-de-France     | Yvelines          | 1 431 808         | 26 543               | 517              | 2144                 | 383                         | 23                      |
| Île-de-France     | Essonne           | 1 378 151         | 26 543               | 522              | 2239                 | 433                         | 34                      |
| Île-de-France     | Hauts-de-Seine    | 1 609 306         | 26 543               | 1075             | 4254                 | 756                         | 65                      |
| Île-de-France     | Seine-Saint-Denis | 1 630 133         | 26 543               | 982              | 3605                 | 706                         | 59                      |
| Île-de-France     | Val-de-Marne      | 1 397 035         | 26 543               | 1193             | 4016                 | 624                         | 20                      |
| Île-de-France     | Val-d'Oise        | 1 221 923         | 26 543               | 703              | 2487                 | 372                         | 3                       |

## Foyer de contagion de l'Assemblée nationale
Un foyer de contagion s'est manifesté au sein de l'Assemblée nationale, selon une analyse du quotidien Le Monde, avec 26 personnes la fréquentant déclarées contaminées le 16 mars, dont 18 députés, soit 3,5 % d'entre eux. Le premier d'entre eux est Jean-Luc Reitzer, député Les Républicains de la 3e circonscription du Haut-Rhin,, l’un des premiers foyers français de l’épidémie. Présent à l'Assemblée jusqu'au 25 février, il est hospitalisé en réanimation le 5 mars. Il avait aussi récemment pris part à un voyage parlementaire à l’étranger. Dans le même temps, un serveur de la buvette est testé positif, de même qu'au moins six membres de la commission des affaires culturelles, qui accueille nuit et jour 40 à 60 députés, leurs collaborateurs et des journalistes.

## Mesures locales

### Paris
- Le Musée du Louvre ferme ses portes du 1er mars au 4 mars[5]. Une grande partie des salariés du musée exercent en effet leur droit de retrait[6]. Le 13 mars, le musée ferme à nouveau jusqu'à nouvel ordre. Il en est de même pour la tour Eiffel et le musée d'Orsay.

### Yvelines
- Le 13 mars, le château de Versailles ferme ses portes jusqu'à nouvel ordre, seul le parc est accessible.
- Le 13 mars, le préfet arrête que « L’accès du public aux parcs, jardins, promenades, massifs forestiers ou berges de la Seine et de l’Oise, qu’ils soient publics ou privés mais ouverts à la circulation publique, situés dans le département des Yvelines, est interdit jusqu’au 31 mars 2020 dans le cadre des déplacements brefs, à proximité du domicile, liés à l’activité physique individuelle des personnes et aux besoins des animaux de compagnie ».